# Classic de l'Ardèche 2020
La Classic de l'Ardèche 2020 fou la 20a edició de la Classic de l'Ardèche. La cursa es va disputar el 29 de febrer de 2020 i formava part del calendari de l'UCI ProSeries 2020 amb una categoria 1.Pro.
El vencedor final fou el francès Rémi Cavagna (Deceuninck-Quick Step), que s'imposà amb gairebé tres minuts als seus immediats perseguidors, Tanel Kangert (EF Pro Cycling) i Guillaume Martin (Cofidis), segon i tercer respectivament.

## Equips
En aquesta edició hi van prendre part 20 equips:
| WorldTeams (7)- AG2R La Mondiale - Cofidis - Deceuninck-Quick Step - EF Pro Cycling - Groupama-FDJ - NTT Pro Cycling - Trek-Segafredo ProTeams (12)- Arkéa-Samsic - B&B Hotels-Vital Concept p/b KTM - Bingoal-Wallonie Bruxelles - Burgos-BH - Caja Rural-Seguros RGA - Circus-Wanty Gobert - Euskaltel-Euskadi - Nippo Delko One Provence - Rally Cycling - Riwal Readynez - Total Direct Énergie - Vini Zabù-KTM Equip continental- Saint Michel-Auber 93 |
| |

## Classificació final
| \| Classificació general \| Classificació general \| Classificació general \| Classificació general \| Classificació general \| \| Corredor \| Corredor \| Equip \| Temps \| \| \| --------------------- \| ---------------------- \| -------------------------- \| --------------------- \| --------------------- \| \| 1r \| Rémi Cavagna \| Deceuninck-Quick Step \| 5h 13' 10" \| \| \| 2n \| Tanel Kangert \| EF Pro Cycling \| + 2' 51" \| \| \| 3r \| Guillaume Martin \| Cofidis \| + 2' 55" \| \| \| 4t \| Warren Barguil \| Arkéa-Samsic \| + 3' 24" \| \| \| 5è \| Nicolas Edet \| Cofidis \| + 4' 35" \| \| \| 6è \| Lorenzo Rota \| Vini Zabù-KTM \| + 5' 07" \| \| \| 7è \| Mikkel Frølich Honoré \| Deceuninck-Quick Step \| + 5' 22" \| \| \| 8è \| Benjamin King \| NTT Pro Cycling \| + 5' 36" \| \| \| 9è \| Nans Peters \| AG2R La Mondiale \| + 5' 38" \| \| \| 10è \| Andrea Bagioli \| Deceuninck-Quick Step \| + 5' 43" \| \| \| 11è \| Lilian Calmejane \| Total Direct Énergie \| + 5' 49" \| \| \| 12è \| Amanuel Gebrezgabihier \| NTT Pro Cycling \| + 5' 53" \| \| \| 13è \| Arjen Livyns \| Bingoal-Wallonie Bruxelles \| + 5' 55" \| \| \| 14è \| Roman Kreuziger \| NTT Pro Cycling \| + 5' 55" \| \| \| 15è \| Dayer Quintana Rojas \| Arkéa-Samsic \| + 5' 55" \| \| |                        |                            |            |
| |                        |                            |            |
| Font: ProCyclingStats |                        |                            |            |
| Classificació general |                        |                            |            |
| Corredor | Corredor               | Equip                      | Temps      |
| 1r | Rémi Cavagna           | Deceuninck-Quick Step      | 5h 13' 10" |
| 2n | Tanel Kangert          | EF Pro Cycling             | + 2' 51"   |
| 3r | Guillaume Martin       | Cofidis                    | + 2' 55"   |
| 4t | Warren Barguil         | Arkéa-Samsic               | + 3' 24"   |
| 5è | Nicolas Edet           | Cofidis                    | + 4' 35"   |
| 6è | Lorenzo Rota           | Vini Zabù-KTM              | + 5' 07"   |
| 7è | Mikkel Frølich Honoré  | Deceuninck-Quick Step      | + 5' 22"   |
| 8è | Benjamin King          | NTT Pro Cycling            | + 5' 36"   |
| 9è | Nans Peters            | AG2R La Mondiale           | + 5' 38"   |
| 10è | Andrea Bagioli         | Deceuninck-Quick Step      | + 5' 43"   |
| 11è | Lilian Calmejane       | Total Direct Énergie       | + 5' 49"   |
| 12è | Amanuel Gebrezgabihier | NTT Pro Cycling            | + 5' 53"   |
| 13è | Arjen Livyns           | Bingoal-Wallonie Bruxelles | + 5' 55"   |
| 14è | Roman Kreuziger        | NTT Pro Cycling            | + 5' 55"   |
| 15è | Dayer Quintana Rojas   | Arkéa-Samsic               | + 5' 55"   |